# Област Јамакоши
Област Јубари (јап. 山越郡) Yamakoshi-gun се налази у субпрефектурама Ошима, Хокаидо, Јапан. 
2004. године, у области Јамакоши живело је 7.424 становника и густину насељености од 23,89 становника по км². Укупна површина је 310,75 км².

## Вароши
- Ошаманбе

## Спајања
- 1. октобра 2005. године, варош Јакумо (из области Област Јамакоши) спаја се у град Кумаиши (из области Област Ниши, Субпрефектура Хијама) да формира нов и проширен варош Јакумо (сада у новонасталој области Област Футами). Бивши Град Кумаиши придружен је у исто време субпрефектури Ошима.